# Béatrice La Palme

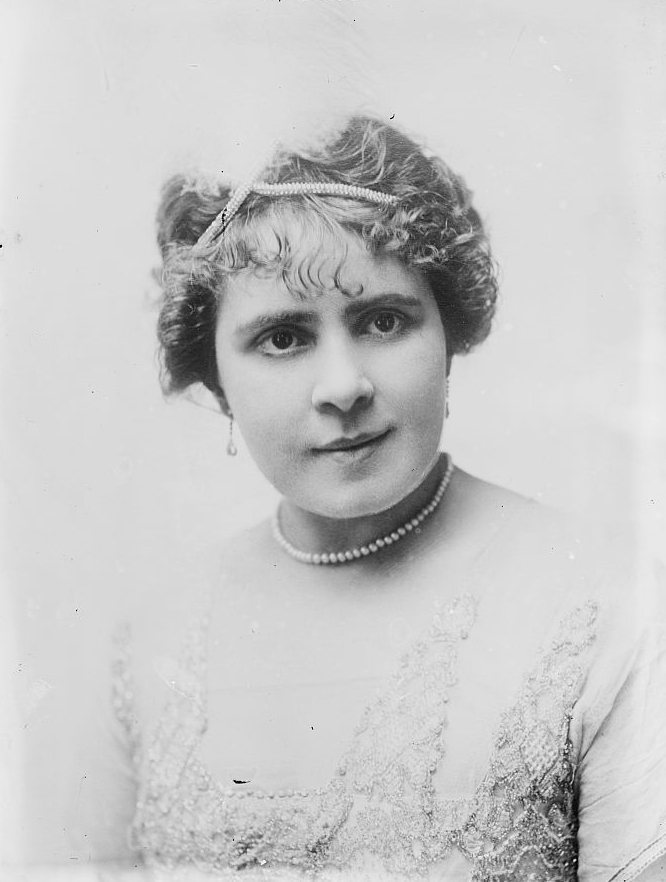
Béatrice La Palme

Marie Anne Béatrice Alice La Palme, auch Marie Anne Béatrix Alice La Palme (* 27. Juli 1878 in Belœil, Québec; † 8. Januar 1921 in Montreal) war eine kanadische Opernsängerin (Sopran), Geigerin und Musikpädagogin.

## Leben
La Palme hatte Musikunterricht bei Alexis Contant und war Violinschülerin von Charles Lejeune und Frantz Jehin-Prume und hatte 1894 ihren ersten öffentlichen Auftritt mit dem Begleiter Joseph Saucier. Als erste Gewinnerin des Strathcona Scholarship reiste sie im Folgejahr nach London und setzte ihre Ausbildung dort bei Enrique Fernández Arbós fort. Daneben nahm sie Gesangsunterricht bei Gustave García und trat 1898 bei einem Konzert des Royal Conservatory erstmals als Sängerin auf. Auf Anraten von Emma Albani konzentrierte sie sich danach auf ihre Gesangslaufbahn und studierte in London bei Nelly Rowe, einer Schülerin von Mathilde Marchesi.
In Paris sang sie vor Jules Massenet, der sich beeindruckt zeigte und erkläre, sie habe es geschafft, ihn mit seiner eigenen Musik zu Tränen zu rühren. 1902 gab sie in Montreal ein Konzert mit der Begleiterin Bernadette Dufresne. 1903 vertrat sie kurzfristig Fritzi Scheff an der Covent Garden Opera als Musetta in einer Galaaufführung von La Bohème vor Eduard VII. Ihre Partner bei dieser Aufführung waren Nellie Melba, Alessandro Bonci, Antonio Scotti, Marcel Journet, Charles Gilibert und Eugène Dufriche. In der Saison 1903–04 trat sie in Lyon auf, im Sommer 1904 in Royan und ab 1905 an der Opéra-Comique in Paris. Dort lernte sie den Tenor Salvator Issaurel kennen, den sie 1908 heiratete.
Im Sommer 1909 trat La Palme als Mitglied der Moody-Manners Company im Lyric Theatre in London auf, im Folgejahr holte sie Thomas Beecham an das His Majesty’s Theatre. Diesem folgte sie im Herbst des Jahres an die Covent Garden Opera. 1911 gab sie in der Aeolian Hall zwei Konzerte als Liedsängerin.
Im Juli 1911 kehrte La Palme mit ihrem Mann nach Montreal zurück, dort gab sie ein Konzert im Monument National und schloss sich dann der von Frank Stephen Meighen und Albert Clerk-Jeannotte gegründeten Montreal Opera Company an, der sie bis zu deren Auflösung 1913 angehörte. Im November 1913 wechselte sie an das Century Opera House in New York. Wegen gesundheitlicher Probleme und der durch den Ausbruch des Ersten Weltkrieges eingetretenen ungewissen Lage kehrte sie Ende 1914 nach Montreal zurück. Dort widmete sie sich in ihren letzten Lebensjahren der Lehrtätigkeit. Zu ihren Schülern zählten u. a. Camille Bernard, Marie-Anne Couture, Graziella Dumaine und Flora Contant. Ihr Abschiedskonzert gab sie mit ihrem Mann am 14. November 1919 in Ritz-Carlton Hotel in Montreal. Kurze Zeit darauf erkrankte sie und starb Anfang 1921 im Alter von nur 43 Jahren.
La Palme beherrschte ein umfangreiches Repertoire, das von Gluck und Mozart, Massenet, Donizetti, Verdi und Wager bis zu Eugène d’Albert, Jean Nouguès und Wolf-Ferrari reichte und auch Werke von Operettenkomponisten wie Adolphe Adam, Jacques Offenbach und George H. Clutsam. Sie galt als erfolgreichste kanadische Sängerin neben Emma Albani.